# 한국경제 70년 그들이 있었다
한국경제 70년 그들이 있었다는 매주 토요일 밤 8시에 KBS 1TV로 방영된 한국방송공사의 텔레비전 프로그램이다.

## 기획 의도
한국경제 70년 성장 주역들의 생생한 이야기를 통해 한국경제를 객관적으로 돌아보고 미래 30년의 청사진을 제시하는 다큐멘터리 텔레비전 프로그램.

## 방송 회차
| 회차 | 방송일          | 제목                                            | 시청률 |
| ---- | --------------- | ----------------------------------------------- | ------ |
| 1    | 2015년 4월 11일 | 자본주의, 싹을 틔우다                           | 3.8%   |
| 2    | 2015년 4월 18일 | 수출, 세계에 한국을 세우다                      | 3.8%   |
| 3    | 2015년 4월 25일 | 중화학공업, 산업혁명을 일으키다                 | 4.1%   |
| 4    | 2015년 5월 2일  | 국가에서 시장으로, 한국경제의 패러다임이 바뀌다 | 3.6%   |
| 5    | 2015년 5월 9일  | 세계화, 확장과 위험                             | 3.9%   |
| 6    | 2015년 5월 16일 | IMF 외환위기, 시련에 맞서다                     | 미집계 |
| 7    | 2015년 5월 30일 | 새로운 도전                                     | 3.7%   |